# كأس ملك إسبانيا 1907
كأس ملك إسبانيا 1907 (بالإسبانية: Copa del Rey de Fútbol 1907) هو موسم من كأس ملك إسبانيا. أقيم بتاريخ 1907، وفاز فيه ريال مدريد.